# Martinskirche (Warschau)
Die katholische Kirche des Heiligen Martin (polnisch Kościół św. Marcina) in Warschau ist eine katholische Augustinerkirche in der Warschauer Altstadt.

## Geschichte
Die Kirche wurde zusammen mit dem dazugehörenden Kloster und Heilig-Geist-Spital in den Jahren 1353 bis 1380 von den Augustinern im Stil der Backsteingotik auf Initiative des Papstes Innozenz VI. erbaut. Der Bau wurde zum großen Teil von Siemowit III. von Masowien finanziert. Die gotische Kirche brannte im 15. Jahrhundert sowie erneut im 17. Jahrhundert ab und wurde von Giovanni Battista Spinola und Karol Bay im Rokoko-Stil wieder errichtet. Den Rokoko-Altar schuf Johann Georg Plersch. Im Warschauer Aufstand von der Wehrmacht zunächst niedergebrannt und später durch Sprengung zerstört, wurde die Kirche nach dem Krieg wieder aufgebaut.

## Kunst
Die Fassade wurde im Rokoko-Stil wiederaufgebaut, wobei auch die Figuren von Plersch rekonstruiert wurden. Der Kirchturm trägt im unteren Bereich Züge der Backsteingotik, die von einem barocken Helm gekrönt wird.
In der Kirche hängt der untere Teil eines während des Zweiten Weltkriegs zerstörten barocken Kruzifix, dessen oberer Teil in modernem Stil ergänzt wurde.
In der Kirche sind unter anderem der Barockkomponist Adam Jarzębski und der Geistliche Władysław Korniłowicz bestattet.

## Geographische Lage
Die Kirche befindet sich in der Warschauer Altstadt an der Piwnastraße („Bierstraße“), die zum Schlossplatz führt. Der 65 Meter hohe Kirchturm ist gut vom Schlossplatz gut zu sehen.

## Darstellungen

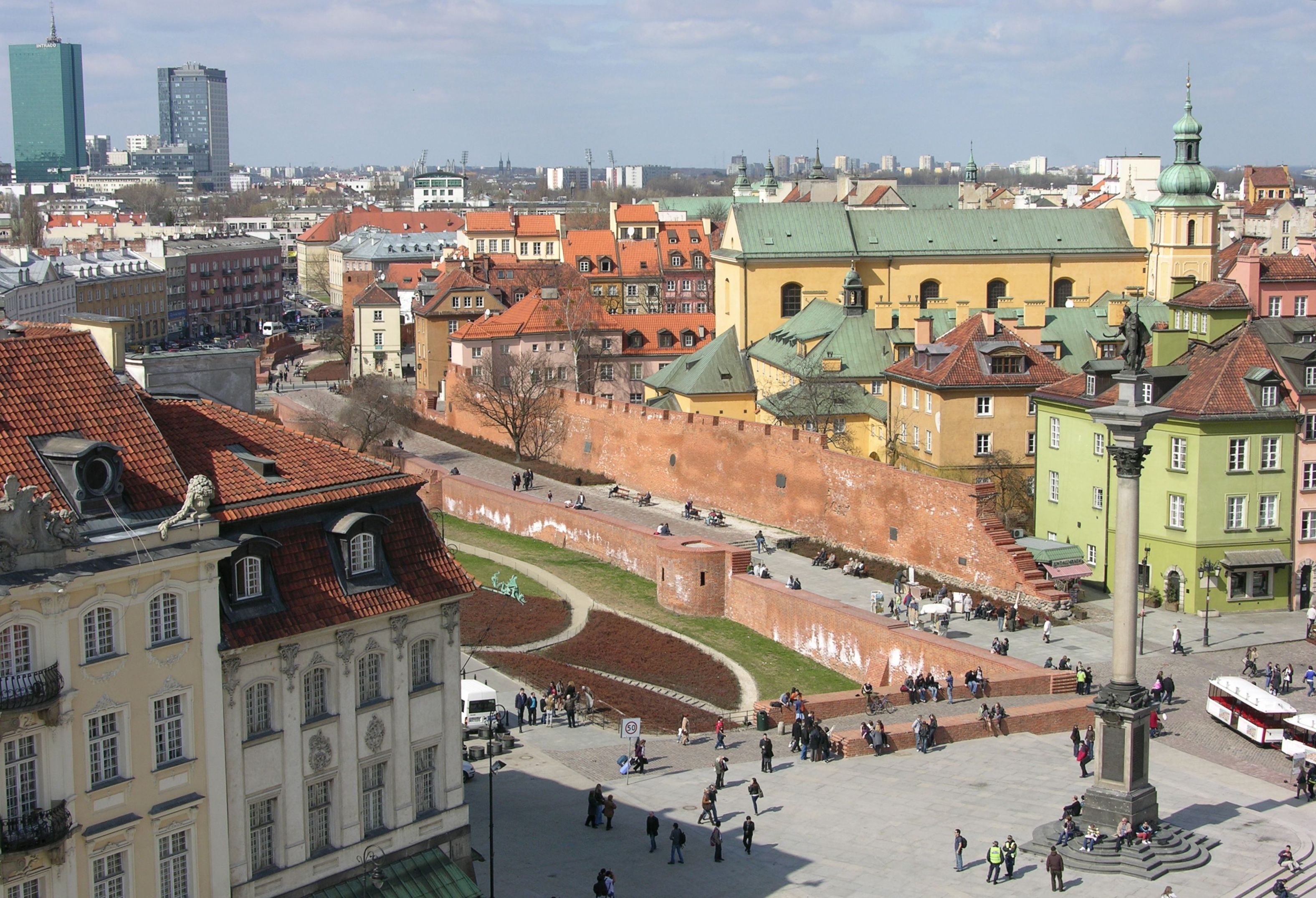
Blick vom Turm der Annakirche
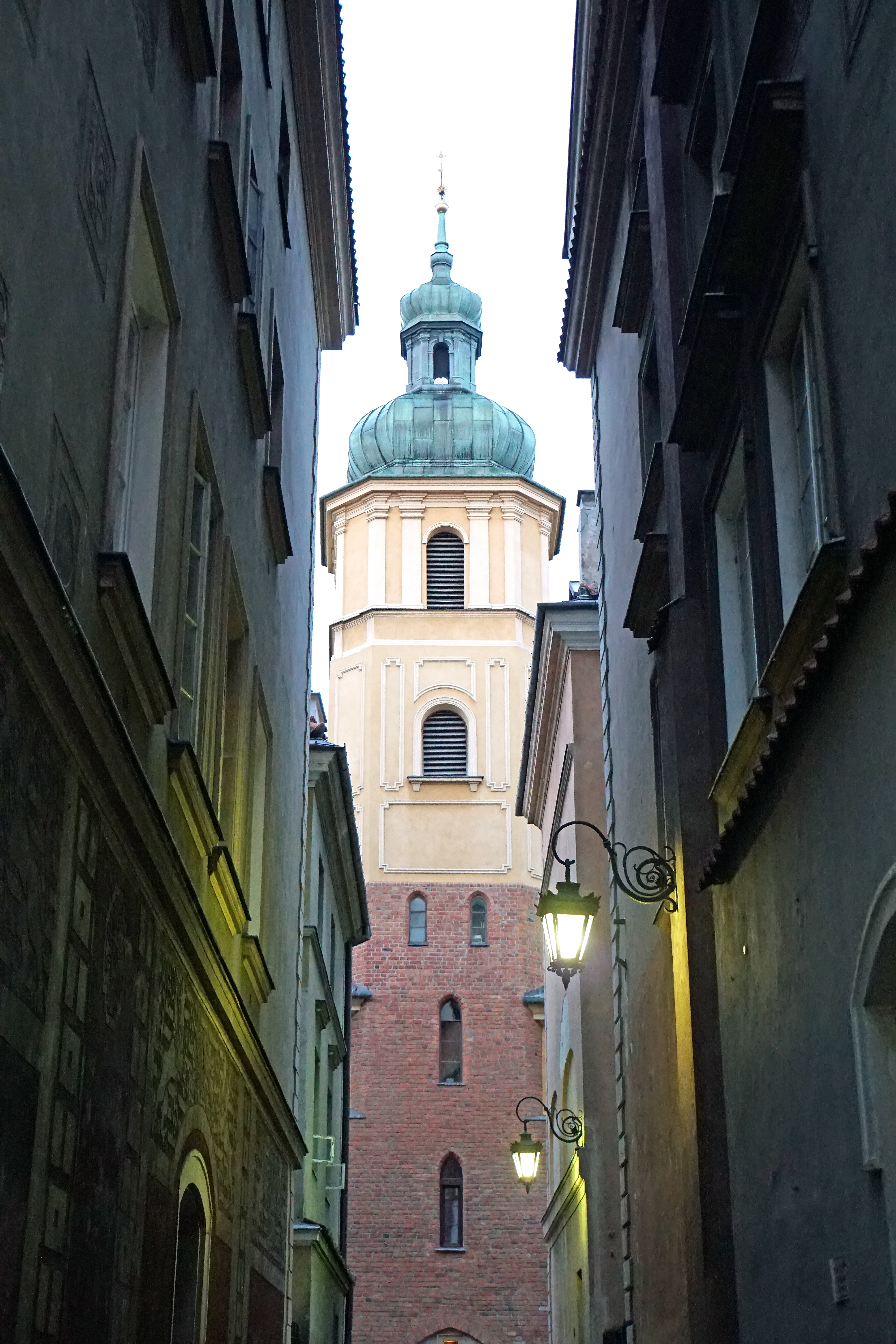
Kirchturm
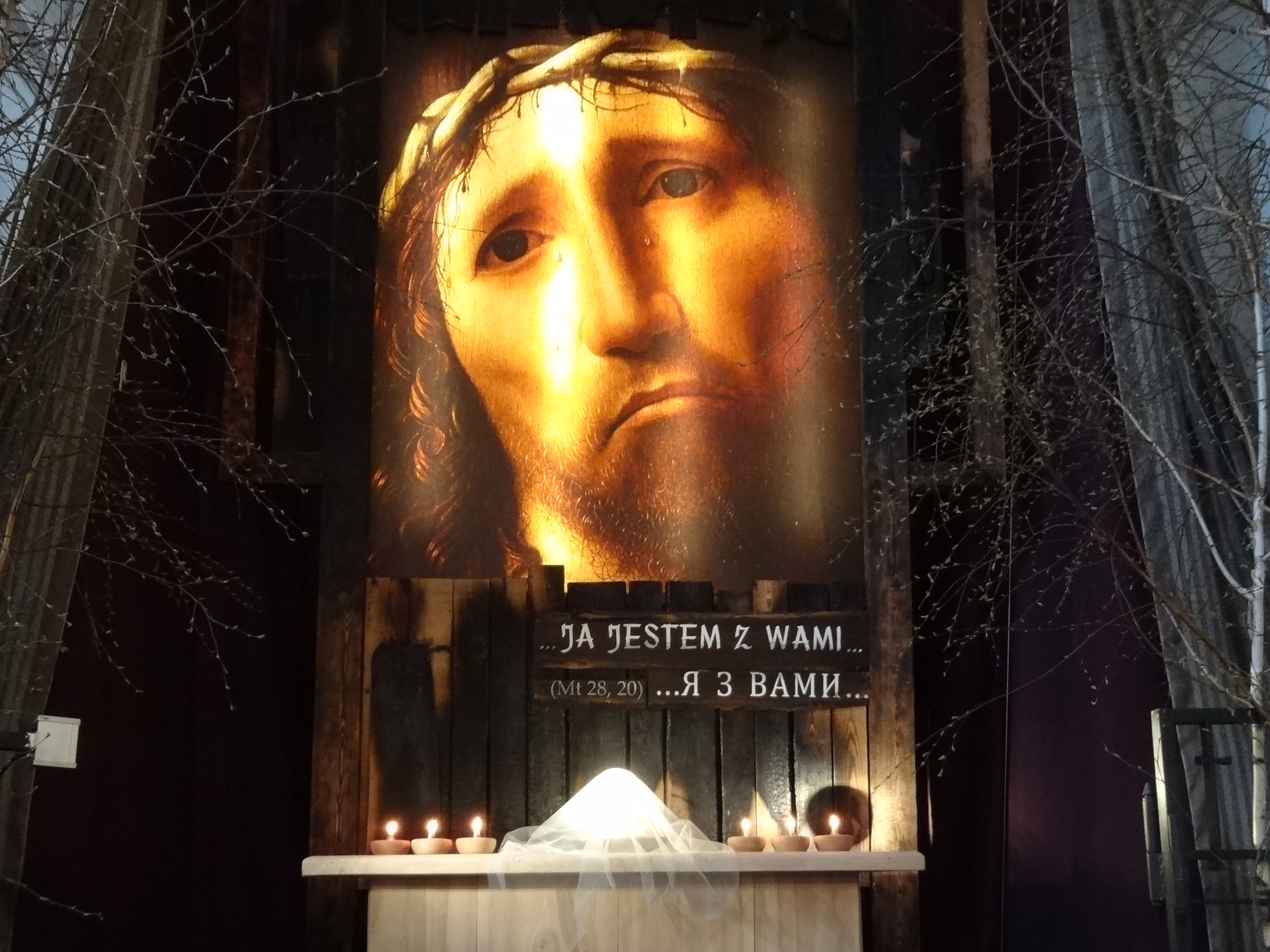
Das Heilige Grab am Karsamstag 2022 mit einem Bibelzitat auf Polnisch und Ukrainisch im Bezug auf den russischen Überfall auf die Ukraine